# サンパット・アマラトゥンゲ
- サンパタ・プリヤンタ・ペレーラ・アマラトゥンガ
- サンパタ・プリヤンタ・ペレーラ・アマトゥンガ

サンパット・プリヤンタ・ペレーラ・アマラトゥンゲ（Sampath Priyantha Perera Amaratunge）は、スリランカの農村経済学者。スリジャヤワルダナプラ大学副学長を経て、スリランカ教育省大学助成委員会会長。

## 人物・経歴
セイロンのバッタラムラ生まれ。1990年スリジャヤワルダナプラ大学卒業。1994年コロンボ大学大学院修了。日本政府から奨学金を得て、佐賀大学で5年間学び、2003年に佐賀大学及び宮崎大学、鹿児島大学、琉球大学で構成される鹿児島大学大学院連合農学研究科修了、博士（農学）。指導教員は白武義治。帰国後、スリジャヤワルダナプラ大学教授を経て、2014年から同大学副学長。2019年コモンウェルス大学協会議員。2020年教育省大学助成委員会会長。2021年春の外国人叙勲で旭日中綬章受章。

## 脚註
1. ↑  “Professor's Youth (මහාචාර්ය යෞවනය) with Prof. Sampath Amaratunge” (Video) (2023年2月15日). 2018年2月2日閲覧。}
2. ↑  “大学院連合農学研究科が設立30周年記念行事を開催しました”.   鹿児島大学 (2018年12月5日). 2023年11月18日閲覧。
3. 1 2  「アマトゥンガさん（佐賀大ＯＢ）に旭日中綬章「佐賀で学んだから今の人生がある」日本とスリランカの交流に力」『佐賀新聞』2021年5月22日。2023年11月18日閲覧。
4. ↑  “Small industries and rural development in Sri Lanka : an inquiry into the alleviation of poverty スリランカにおける小規模産業と地域開発 : 貧困軽減に関する実証的研究”. CiNii 博士論文. 2023年11月18日閲覧。
5. ↑  “Professor Sampath Amaratunge Vice Chancellor - University of Sri Jayewardenepura”. University of Sri Jayewardenepura. 2018年2月25日閲覧。
6. ↑  “Prof. Sampath Amaratunge appointed UGC Chairman” (英語). Daily FT (2020年1月3日). 2020年1月29日閲覧。
7. ↑  “Sr. Prof. Sampath Amaratunge appointed as the Chairman of the University Grants Commission” (英語). Adaderana Biz English | Sri Lanka Business News (2020年1月3日). 2020年1月29日閲覧。
8. ↑  「春の叙勲受章者」『毎日新聞』2021年4月29日、朝刊。2023年11月18日閲覧。